# Lithophyllum pallescens
Lithophyllum  pallescens (Foslie) Foslie, 1900  é o nome botânico  de uma espécie de algas vermelhas pluricelulares do gênero Lithophyllum, família Corallinaceae.
- São algas marinhas encontradas em Gana, Ilhas Maurícias, México (Pacífico), Filipinas e Austrália.

## Sinonímia
- Lithothamnion pallescens  Foslie, 1895